# Liste der Kardinalpriester von Santi Bonifacio ed Alessio
Folgende Kardinäle waren Kardinalpriester der Titelkirche Santi Bonifacio e Alessio:
- Giovanni Vincenzo Gonzaga (1587–1591)
- Ottavio Paravicini (1592–1611)
- Metello Bichi (1611–1619)
- Roberto Ubaldini (1621–1629)
- Giovanni Francesco Guidi di Bagno (1629–1641)
- Mario Theodoli (1641–1649)
- Luigi Alessandro Homodei (1652–1676)
- vakant (1676–1681)
- Federico Visconti (1681–1693)
- Taddeo Luigi dal Verme (1696–1717)
- Gilberto Borromeo (1717–1740)
- Gaetano Stampa (1740–1742)
- Angelo Maria Quirini (1743–1753/54)
- Antonio Andrea Galli (1753–1757)
- Giuseppe Maria Castelli (1759–1780)
- Paolo Francesco Antamori (1781–1795)
- vakant (1795–1801)
- Giovanni Filippo Gallarati Scotti (1801–1814)
- Emmanuele De Gregorio (1816–1829); in commendam (1829–1839)
- vakant (1839–1843)
- Francesco di Paola Villadecani (1843–1861)
- Alexis Billiet (1862–1873)
- Johannes Baptist Franzelin SJ (1876–1886)
- Giuseppe D’Annibale (1889–1892)
- Angelo Di Pietro (1893–1903)
- Sebastián Herrero Espinosa de los Monteros OR (1903)
- Joaquim Arcoverde de Albuquerque Cavalcanti (1905–1930)
- Sebastião Leme da Silveira Cintra (1933–1942)
- Jaime de Barros Câmara (1946–1971)
- Avelar Brandão Vilela (1973–1986)
- Lucas Moreira Neves OP (1988–1998); in commendam (1998–2002)
- Eusébio Scheid SCJ (2003–2021)
- Paulo Cezar Costa (seit 2022)